# Saint-Just-et-Vacquières
Saint-Just-et-Vacquières – miejscowość i gmina we Francji, w regionie Oksytania, w departamencie Gard.
Według danych na rok 1990 gminę zamieszkiwało 231 osób, a gęstość zaludnienia wynosiła 10 osób/km² (wśród 1545 gmin Langwedocji-Roussillon Saint-Just-et-Vacquières plasuje się na 684. miejscu pod względem liczby ludności, natomiast pod względem powierzchni na miejscu 312.).